# نيكولاس كوفمان
نيكولاس كوفمان (بالإنجليزية: Nicholas Kaufman) هو محامٍ بريطاني إسرائيلي عمل محامي دفاع في المحكمة الجنائية الدولية.

## الحياة المبكرة والتعليم
وُلِد كوفمان في ليفربول في المملكة المتحدة لعائلة يهودية ونشأ في برمنغهام. حصل على شهادة في القانون من جامعة كامبريدج في عام 1989م.    درس أيضًا في كلية الحقوق بجامعة إنز أوف كورت في عام 1991م. 

## حياة مهنية

### بداية مسيرته المهنية
بعد تخرجه من كامبريدج، عمل كوفمان محامي دفاع في برمنغهام قبل أن ينتقل إلى دولة الإحتلال الإسرائيلي. خدم في مكتب المدعي العام العسكري في الجيش الإسرائيلي. عمل على اتفاقيات السلام والقانون الدولي. 
عمل كوفمان بعد ذلك في شركة محاماة في تل أبيب، حيث ركز على قانون الشركات، قبل أن ينتقل إلى القانون الجنائي في عام 1996م، حيث أصبح مدعياً عاماً في مكتب المدعي العام في القدس. تولى قضايا تشمل قضايا القتل والاغتصاب والإرهاب. 

### المحكمة الجنائية الدولية ليوغوسلافيا السابقة
انضم كوفمان إلى المحكمة الجنائية الدولية ليوغوسلافيا السابقة في عام 2003 ليصبح أول مدع عام إسرائيلي في المحكمة المذكورة. ساعد في تأمين إدانة الجنرالات الصرب والجبل الأسود بتهمة ارتكاب جرائم حرب أثناء الهجوم على دوبروفنيك في عام 1991. 

### المحكمة الجنائية الدولية
كما عمل كوفمان محامياً دفاعياً في المحكمة الجنائية الدولية . ومن بين عملائه نائب رئيس جمهورية الكونغو الديمقراطية جان بيير بيمبا ؛ وعائشة ابنة الزعيم الليبي معمر القذافي ؛ وزعيم الميليشيات من جمهورية أفريقيا الوسطى موكوم جاواكا. انتهى تمثيله مع Gawaka بسبب تضارب المصالح. 
وفي تعليقه على رفع الإدارة الأميركية العقوبات المفروضة على المدعية العامة للمحكمة الجنائية الدولية فاتو بنسودا ، أكد كوفمان لإذاعة الجيش الإسرائيلي أنه من غير الممكن رشوة المدعي العام الجديد للمحكمة الجنائية الدولية كريم خان. وجاء ذلك في وقت أطلقت فيه المحكمة الجنائية الدولية تحقيقاً في الجرائم الإسرائيلية في الضفة الغربية وقطاع غزة والقدس الشرقية.  لذا بدلاً من ذلك، هدد كوفمان خان: في الأول من مايو 2025م، خلال اجتماع خاص في فندق في لاهاي ، وجه كوفمان تحذيرًا إلى خان وزوجته شيامالا ألاجيندرا، مفاده أنه إذا لم يتم سحب مذكرات الاعتقال بحق رئيس الوزراء الإسرائيلي بنيامين نتنياهو ووزير الدفاع يوآف غالانت ، فسيتم «تدمير» خان والمحكمة الجنائية الدولية. أخبر كوفمان خان أنه تحدث إلى مستشار نتنياهو روي شوندورف وأنه «مُصرَّح له» بتقديم اقتراح يسمح له بالتراجع عن مذكرات الاعتقال. حذر كوفمان من أنه إذا تبين أن خان يتقدم بطلب للحصول على المزيد من مذكرات الاعتقال، بحق وزراء اليمين المتطرف إيتامار بن جفير وبتسلئيل سموتريتش بسبب ترويجهما للمستوطنات الإسرائيلية غير القانونية في الضفة الغربية المحتلة، فإن «جميع الخيارات ستكون غير مطروحة». 
سيتولى كوفمان الدفاع عن الرئيس الفلبيني السابق رودريجو دوتيرتي في المحكمة الجنائية الدولية، والذي من المقرر أن يخضع للمحاكمة فيما يتعلق بالتحقيق الجاري في الفلبين.

## الحياة الشخصية
هاجر كوفمان إلى إسرائيل في عام 1993م عندما كان عمره 25 عامًا. تزوج من امرأة إسرائيلية. 